# Forward-confirmed reverse DNS
Forward-confirmed reverse DNS (FcrDNS) oder genauer forward-confirmed reverse DNS lookup bezeichnet zwei hintereinander ausgeführte DNS-Anfragen, bei denen zunächst zu einer IP-Adresse der zugehörige Name ermittelt wird (sogenannter reverse DNS lookup), und anschließend zu diesem Namen die zugehörige IP-Adresse.
Führt das Ergebnis der zweiten Abfrage wieder zur ursprünglichen IP-Adresse, so gilt diese als forward confirmed (rückbestätigt).

## Bedeutung
Eine erfolgreiche FcrDNS-Prüfung ist ein Hinweis auf eine Verbindung zwischen dem Besitzer einer Domain und dem Besitzer jenes CIDR-Adressblocks, dem die IP-Adresse entstammt.
Sie ist auch ein Indiz dafür, dass beide Besitzer zumindest ein grundlegendes Verständnis der einschlägigen RFCs aufweisen und imstande sind, ihre Server korrekt zu konfigurieren.

## Anwendung
Ein negatives Ergebnis kann auf schlecht gewartete Server oder einen Zombie-PC hindeuten. Ein Mailserver beispielsweise kann dieses Merkmal zur Abwehr von Spam einsetzen.